# 丁文忠
丁文忠，元朝许州偃城（今河南省郾城县）人。
丁文忠以鼓风冶炼金属为业。母亲和氏得病，丁文忠与弟丁文孝竭力调养服侍。母亲去世，丁文忠在墓侧搭建草庐居住，三年不与妻子见面。父亲丁贵又得病，医药不能治，丁文忠造了一辆车，兄弟共同赶着，带着父亲到嵩山、五台、泰安、河渎诸祠祷告，途中遇到异僧赠药，病得痊愈。延祐七年（1320年），他的事迹被朝廷旌表。